# Sideroxylon mascatense
Sideroxylon mascatense är en tvåhjärtbladig växtart som först beskrevs av A.Dc., och fick sitt nu gällande namn av Terence Dale Pennington. Sideroxylon mascatense ingår i släktet Sideroxylon och familjen Sapotaceae. Inga underarter finns listade i Catalogue of Life.